# Sicyonella
Sicyonella is een geslacht van kreeftachtigen uit de klasse van de Malacostraca (hogere kreeftachtigen).

## Soorten
- Sicyonella antennata Hansen, 1919
- Sicyonella inermis (Paul'son, 1875)
- Sicyonella maldivensis Borradaile, 1910